# Glenea boafoi
Glenea boafoi é uma espécie de escaravelho da família Cerambycidae. Foi descrita por Stephan von Breuning em 1978.